# Feralpisalò 2012-2013
Questa pagina raccoglie le informazioni riguardanti la Feralpisalò nelle competizioni ufficiali della stagione 2012-2013.

## Stagione
Nella stagione 2012-2013 la Feralpisalò, sempre guidata da Gian Marco Remondina, ha disputato il girone A del campionato di Prima Divisione di Lega Pro. Ha raccolto 43 punti in classifica e ottenuto il nono posto. I Leoni del Garda hanno ottenuto 21 punti nel girone di andata e 22 nel girone di ritorno, con regolarità hanno ottenuto di mantenere la categoria. Sono saliti in Serie B il Trapani diretto, ed il Carpi che ha vinto i Play-off. Nella Coppa Italia di Lega Pro la squadra verdeblù ha vinto il girone E di qualificazione, superando Bassano e Venezia, ma poi è stata eliminata (1-2) nel primo turno ad eliminazione dal Südtirol. L'umbro Andrea Bracaletti con 7 reti è stato il miglior realizzatore stagionale dei leoni.

## Divise e sponsor
Lo sponsor tecnico per la stagione 2012-2013 è Lotto mentre lo sponsor ufficiale è Feralpi.
| Casa | Trasferta |

## Rosa
| N. |                   | Ruolo | Calciatore          |
| -- | ----------------- | ----- | ------------------- |
|    | Italia (bandiera) | P     | Paolo Branduani     |
|    | Italia (bandiera) | P     | Stefano Chimini     |
|    | Italia (bandiera) | P     | Alberto Gallinetta  |
|    | Italia (bandiera) | D     | Alexander Caputo    |
|    | Italia (bandiera) | D     | Roberto Cortellini  |
|    | Italia (bandiera) | D     | Nicola Falasco      |
|    | Italia (bandiera) | D     | Omar Leonarduzzi    |
|    | Italia (bandiera) | D     | Antonio Magli       |
|    | Italia (bandiera) | D     | Andrea Malgrati     |
|    | Italia (bandiera) | D     | Andrea Savoia       |
|    | Italia (bandiera) | D     | Riccardo Tandardini |
|    | Italia (bandiera) | C     | Luca Berardocco     |

| N. |                   | Ruolo | Calciatore          |
| -- | ----------------- | ----- | ------------------- |
|    | Italia (bandiera) | C     | Michele Castagnetti |
|    | Italia (bandiera) | C     | Vittorio Fabris     |
|    | Italia (bandiera) | C     | Francesco Finocchio |
|    | Italia (bandiera) | C     | Carlo Ilari         |
|    | Italia (bandiera) | C     | Daniele Milani      |
|    | Italia (bandiera) | C     | Giorgio Schiavini   |
|    | Italia (bandiera) | C     | Emiliano Tarana     |
|    | Italia (bandiera) | A     | Michele Bentoglio   |
|    | Italia (bandiera) | A     | Andrea Bracaletti   |
|    | Italia (bandiera) | A     | Luca Miracoli       |
|    | Italia (bandiera) | A     | Antonio Montella    |
|    | Italia (bandiera) | A     | Mattia Montini      |

## Risultati

### Lega Pro Prima Divisione

#### Girone di andata
| Arbitro: | Minelli (Varese) |

|            |           |                                |
| Beretta 5’ | Marcatori | 30’ Castagnetti 62’ Bracaletti |

| Arbitro: | Illuzzi (Molfetta) |

|               |           |                         |
| Bentoglio 77’ | Marcatori | 24’ Madonia 66’ Docente |

| Arbitro: | D'Angelo (Ascoli Piceno) |

|                     |           |  |
| Moi 44’ Le Noci 48’ | Marcatori |  |

| Arbitro: | Bellotti (Verona) |

|                    |           |               |
| Finocchio 75’, 81’ | Marcatori | 20’ Ardizzone |

| 30 settembre 2012 5ª giornata |  | – turno di riposo Feralpi Salò |  |  |

| Arbitro: | Caso (Verona) |

|                           |           |  |
| Giorico 45’ Marcolini 52’ | Marcatori |  |

| Arbitro: | Chiffi (Padova) |

|           |           |                                      |
| Tarana 8’ | Marcatori | 45’ Tremolada 51’ Donnarumma 77’ Cia |

| Arbitro: | Piccinini (Forlì) |

|  |           |            |
|  | Marcatori | 50’ Tarana |

| Arbitro: | Soricaro (Barletta) |

|           |           |              |
| Ilari 84’ | Marcatori | 60’ D. Rosso |

| Arbitro: | Oliveri (Palermo) |

|            |           |               |
| Belotti 4’ | Marcatori | 42’ Finocchio |

| Arbitro: | Rapuano (Rimini) |

|                                        |           |  |
| Iacoponi 22’ Campo 34’ Leonarduzzi 82’ | Marcatori |  |

| Arbitro: | Adduci (Paola) |

|                           |           |                         |
| Bracaletti 10’ Tarana 83’ | Marcatori | 13’, 90’ L. Della Rocca |

| Arbitro: | Greco (Lecce) |

|                               |           |  |
| A. Ferretti 19’, 67’ Arma 36’ | Marcatori |  |

| Arbitro: | Benassi (Bologna) |

|                                                |           |  |
| Miracoli 14’, 82’ Malgrati 68’ A. Montella 84’ | Marcatori |  |

| Arbitro: | Morreale (Roma) |

|  |           |             |
|  | Marcatori | 87’ Montini |

| Arbitro: | Guccini (Albano Laziale) |

|                                         |           |  |
| Miracoli 30’ Castagnetti 70’ Tarana 85’ | Marcatori |  |

| Arbitro: | Fiore (Barletta) |

|                             |           |  |
| C. Ferrario 69’ Martini 85’ | Marcatori |  |

#### Girone di ritorno
| Arbitro: | Piccinini (Forlì) |

|  |           |                                 |
|  | Marcatori | 5’ Beretta 71’ Cesca 75’ Camera |

| Arbitro: | Greco (Lecce) |

|                                       |           |                 |
| Filippi 4’ Abate 15’, 27’ Pirrone 25’ | Marcatori | 43’ A. Montella |

| Arbitro: | Benassi (Bologna) |

|           |           |  |
| Ilari 77’ | Marcatori |  |

| Arbitro: | Maresca (Napoli) |

|              |           |                                                |
| Sprocati 49’ | Marcatori | 12’ Cortellini 32’, 60’ Bracaletti 90’ Montini |

| 10 febbraio 2013 22ª giornata |  | – turno di riposo Feralpi Salò |  |  |

| Salò 17 febbraio 2013, ore 14:30 23ª giornata | Feralpisalò     | 0 – 0 referto | Lumezzane | Stadio Lino Turina (300 spett.)\| Arbitro: \| Merlino (Udine) \| |
| Arbitro:                                      | Merlino (Udine) |               |           |                                                                  |

| Arbitro: | Serra (Torino) |

|  |           |                          |
|  | Marcatori | 51’ Berardocco 57’ Magli |

| Arbitro: | Fiore (Barletta) |

|                 |           |  |
| A. Montella 13’ | Marcatori |  |

| Arbitro: | Petroni |

|                   |           |  |
| Col 38’ Magli 74’ | Marcatori |  |

| Salò 17 marzo 2013, ore 14:30 27ª giornata | Feralpisalò        | 0 – 0 referto | AlbinoLeffe | Stadio Lino Turina (420 spett.)\| Arbitro: \| Aversano (Treviso) \| |
| Arbitro:                                   | Aversano (Treviso) |               |             |                                                                     |

| Arbitro: | Chiffi (Padova) |

|                                          |           |           |
| Bracaletti 12’ Finocchio 34’ Falasco 90’ | Marcatori | 50’ Campo |

| Arbitro: | Baldicchi (Città di Castello) |

|              |           |             |
| Altinier 22’ | Marcatori | 90’ Moracci |

| Arbitro: | Brasi (Seregno) |

|  |           |            |
|  | Marcatori | 86’ Papini |

| Arbitro: | Bindoni (Venezia) |

|                                                  |           |  |
| Tantardini 27’ (aut.) Inacio Piá 38’ Chiricò 70’ | Marcatori |  |

| Arbitro: | Colarossi (Roma) |

|                |           |             |
| Berardocco 31’ | Marcatori | 74’ Poletti |

| Arbitro: | Formato (Benevento) |

|                                        |           |  |
| Kyeremateng 1’ Picone 45’ Madiotto 61’ | Marcatori |  |

| Arbitro: | G. Ceccarelli (Rimini) |

|                                     |           |             |
| A. Montella 21’ Bracaletti 75’, 84’ | Marcatori | 28’ Quinzio |

### Coppa Italia Lega Pro

#### Girone E
| Arbitro: | Rapuano (Rimini) |

|                 |           |                   |
| D. Ferretti 33’ | Marcatori | 3’, 14’ Bentoglio |

| Salò 29 agosto 2012 Fase eliminatoria a gironi 3ª giornata | Feralpisalò        | 0 – 0 | Venezia | Stadio Lino Turina (200 spett.)\| Arbitro: \| Olivieri (Palermo) \| |
| Arbitro:                                                   | Olivieri (Palermo) |       |         |                                                                     |

### Primo turno
| Arbitro: | Lanza (Nichelino) |

|               |           |                      |
| Bentoglio 66’ | Marcatori | 21’ Pasi 77’ Bassoli |